# Głoginka
Głoginka (bułg. Глогинка) – wieś w Bułgarii, w obwodzie Tyrgowiszte, w gminie Popowo. W 2024 roku liczyła 595 mieszkańców.